# Дендра
Дендра (грч. Δένδρα) је српска средњовековна историјска област, коју помиње византијски историчар Јован Кинам поводом збивања из друге половине 12. века. Према његовом казивању, византијски цар Манојло I Комнин је српском жупану Деси негде између 1162. и 1169. године доделио на управу подручје звано Дендра. Историчари претпостављају да се та област налазила у западном делу слива Јужне Мораве, а тим поводом је указано на потоњу српску жупу Дубравицу у сливу Пусте реке.